# Rubus x loganobaccus
A baga-de-logan ou loganberry (Rubus x loganobaccus) é um híbrido produzido a partir do cruzamento entre uma amora e uma framboesa.

## Origem
Crê-se que a baga-de-logan seja derivada de um cruzamento entre a framboesa vermelha europeia "Antuérpia Vermelha" e uma espécie americana de amora. Foi acidentalmente criada em meados de 1880 em Santa Cruz, Califórnia, pelo advogado americano e horticultor James Harvey Logan (1841-1928). Na década de 1880, os produtores de bagas começaram a cruzar variedades para obter melhores variedades comerciais. Logan estava insatisfeito com as variedades existentes de amoras e tentou cruzar duas variedades de amoras para a produção de um cultivar superior.
Ao tentar cruzar duas variedades de amoras, Logan acidentalmente plantou-as ao lado de uma antiga variedade de framboesa vermelha, que floresceram e frutificaram juntas. As variedades envolvidas no híbrido baga-de-logan foram, provavelmente, a amora "Aughinburgh" e framboesa "Antuérpia Vermelha", que foram duas das três variedades de Rubus plantadas no quintal de Logan nesse ano. Logan recolhou e plantou a semente. As 50 mudas de plantas produziram plantas semelhantes à amora-mãe Aughinbaugh, mas eram maiores e mais vigorosas. Uma deles foi era a baga-de-logan; as 49 restantes incluíam a amora gigantesca "mamute". Desde o tempo de Logan, cruzamentos entre os cultivares de framboesa e amora confirmaram a ascendência da baga-de-logan. A baga-de-logan original foi introduzida da Europa em 1897, enquanto a variedade American Thornless com mutação livre de espinhos foi desenvolvida em 1933.
O Berry fenomenal ou 'Burbank Logan' é uma cruz de 2 ª geração (ou seja, dois cruzamentos de primeira geração foram cruzados entre si) entre amora e framboesa feitas por Luther Burbank, em 1905.